# Jacob Jonas Björnståhl
Jacob Jonas Björnståhl (Näshulta, 23 gennaio 1731 – Salonicco, 12 luglio 1779) è stato un orientalista e viaggiatore svedese.

## Biografia
Figlio di Magnus Gabriel Björnståhl, un sottufficiale dell'esercito e di Anna Regina Hjortsberg, figlia del pastore di Husby-Rekarne (piccolo centro abitato nell'attuale comune di Eskilstuna) frequentò le scuole primarie a Strängnäs, in seguito studiò presso l'università di Uppsala dove nel 1757 si laureò in filosofia e divenne docente di filologia svedese, dal 1765 fu docente di lingue orientali.
Dal 1767 al 1779 viaggiò in Europa e in Asia, dal 1770 al 1773 viaggiò in Italia. Le lettere scritte durante i suoi viaggi sono state pubblicate inizialmente in lingua svedese e successivamente in tedesco e italiano.

## Opere
- Lettere ne' suoi viaggj stranieri di Giacomo Giona Bjoernstaehl professore di filosofia in Upsala scritte al signor Gjorwell bibliotecario regio in Stoccolma tradotte dallo svedese in tedesco da Giusto Ernesto Groskurd e dal tedesco in italiano recate da Baldassardomenico Zini di Val di Non - Poschiavo: Ambrosioni, Giuseppe, 1782-1787